# Repülő egyetem
A repülő egyetem a magyar kommunista rezsim utolsó évtizedében magánlakásokon szervezett előadássorozatok neve, amelyeket a rendszer az ellenzéki csoportosulások találkahelyének tartott, megfigyelt, illetve előadóit és résztvevőit nem egyszer Kádár János személyes utasítására rendőri-adminisztratív módszerekkel zaklatta. Ilyen repülő egyetemek korábban már Lengyelországban is működtek, egyes MSZMP-források szerint a magyar szabadegyetemek is lengyel mintára működtek.
Előzményei az 1960-as évektől tartott házi szemináriumok, amelyektől abban tért el, hogy vállaltan szélesebb közönségre tartott igényt: az előadások zsúfolt magánlakásokban, nemegyszer több, mint száz hallgató előtt zajlottak (akiknek egy része persze elkerülhetetlenül az állambiztonsági főcsoportfőnökség által beépített ügynök volt).
Klasszikus korszaka 1980 körül volt, az 1980-as évek elején a rendszer e találkozókat sikerrel zúzta szét, de az ellenzék tevékenysége más módszerekkel folytatódott, az évtized közepétől pedig újra erőre kapott e mozgalom. A repülő egyetemeket egyik előzményének tekintette a Szabad Demokraták Szövetsége, de a találkozókon más későbbi pártok tagjai is részt vettek. A helyszín kezdetben főleg a főváros volt, de a 80-as évek közepétől például Keszthelyen is voltak rendezvények a későbbi MDF-es Csengey Dénes szervezésében. 
„És voltak még más »iskoláim« is, például a repülő egyetem, ahol mindent meg lehetett tanulni a rendszerről, a kommunista pártok történetéről, a szegénységről, '56-ról, a határon túli magyarságról. Csupa olyan dolgot, amiről a hivatalos tanulmányaink során nem is hallottunk. És közben megismerkedtünk a demokratikus ellenzék tagjaival is, akik kinyitották számunkra a világot, és a szemünket a valóságra” – emlékezett a 80-as évek elejére egy interjúban Hodosán Róza. 

## A Hétfői Szabadegyetem
A leghíresebb repülő egyetem az 1978 augusztusában 1978 őszén Szabó Miklós és Szalai Pál kezdeményezésére, Szalai lakásán indult Hétfői Szabadegyetem volt. Előadói 1978 és 1981 közt belügyi dokumentumok szerint: Szabó Miklós történész, Dalos György író, Vekerdi László könyvtáros, Hajdu Tibor történész, Hanák Péter történész, Jánossy Ferenc közgazdász, Tamás Gáspár Miklós filozófus, Szalai Pál könyvtáros, Vajda Mihály filozófus, Kis János filozófus, Iványi Gábor lelkész, Krassó György nyugdíjas, Hegedüs András nyugdíjas, korábbi miniszterelnök.
Szabó Miklós, az első előadó, miután az állambiztonság értesítette munkahelyét, az MTA Történettudományi Intézetét, Pach Zsigmond Pál vezető figyelmeztetésére lemondta a további előadásokat, de a szervezők megnyerték előadónak Hanák Pétert és Hajdú Tibort (ugyanabból az intézetből), így a hétfői sorozat folytatódott. A helyszín változott, egy ideig helyt adott a repülő egyetemnek például Eörsi János is.
A politikai rendőrség – a BM III/III 4-a, III/III. 2-b, a BRFK III/III-B – másfél évig nem indított az előadásokat közvetlenül akadályozó akciókat. Az előadások mellett egyre nyíltabbá vált a rendezvény politikai tartalma, összefonódott például 1979 őszén a második Charta szolidaritási nyilatkozattal. A rendőrség erre fokozta a figyelést és az Esvégh Miklós vezette III/III 4-a alosztály 1980. február 18-án ún. objektumdossziét nyitott a szabadegyetemről, szeptembertől ügynökeik révén (táskás lehallgatóval) le is hallgatták.
A szabadegyetemről szerzett információk az állampárt MSZMP legmagasabb fórumai elé kerültek. A Politikai Bizottságnak a belső ellenzékről hozott 1980. december 9-ei határozata alapján keményedtek az intézkedések, a bomlasztás, különösen 1981 őszétől. Október 24-én a BRFK 10 főt be is idézett, miután az október 19-i előadás után Krassó György rövid 1956-os megemlékezést szervezett. („Egyszer Krassó György tartott október 23-i megemlékezést, majd arról volt szó, menjünk ki Bibó István sírjához koszorúzni. Ezt már nem tűrte a rendőrség és sorra hallgatta ki az embereket. Hozzánk is becsöngettek és bár udvariasan, de beszállítottak a főkapitányságra. Én csak olyan ismerőseimet neveztem meg, akikről tudtam, hogy már kihallgatták őket, majd nem írtam alá a jegyzőkönyvet. Egyébként is sietnünk kellett, mivel aznap délután nyelvvizsgáztam: végül a rendőrök vittek oda autójukkal” – emlékezett vissza Hegedűs István, a Fidesz későbbi politikusa.) Egy novemberi BM-jelentés nyílt fellépést javasolt és a szabadegyetem felszámolásával számolt.

### Kádár közbeavatkozása
Az igazán kemény fellépésre legfelsőbb megrendelésre került sor a lengyelországi megmozdulásokat követően. A Politikai Bizottság 1982. március 30-i ülésén Kádár János új bánásmódra szólította fel a belügyminisztert az ellenzékkel szemben. „Egyébként amit mi adminisztratív intézkedésnek hívunk, ez adminisztratív, de nem mind belügyi. Rámenni, egyszerűen rámenni, az istenit az anyjának, hát ezt mindenütt a világon csinálják, és ez még nem is adminisztratív intézkedés, kellemetlenkednek nekik, no, mert már harmadszor veszik el a hajtási igazolványát, vagy mit tudom én, mi a rossebbet, hát miért nem lehet ezt megcsinálni? Lakását is megállapítják, hogy életveszélyes, átteszik szükséglakásba… Ennek egymillió módja van…”
Az utasításra csakugyan megkezdődtek az elbocsátások, útlevél- és ösztöndíjletiltások, sőt még utcai inzultusok is. 1982-ben az előadások hallgatósága 100 körüli számokról 30-ra csökkent (ezek közt is több ügynök volt). 1984 végére a létszám 23-27 főre apadt, kihallgatások, házkutatások hullámai után. 1983 januárjában például kilakoltatták Rajk Lászlót, megszüntetve a lakásán működő szamizdatbutikot. Nagy nyomás alá kerültek az előadások helyszínéül szolgáló lakások tulajdonosai is. 1985 januárjában Kádár az elért „eredmények”-re büszkén a megyei rendőrfőkapitányok értekezletén a következőképen világított rá a Kádár-féle „legvidámabb barakk” elvének lényegére: „Most és itt könnyebben evickélnek, egy kicsit kordában kell tartani és megint csak azt mondom, miféle rendszer az, aminek még egy kis ellenzéke se legyen, egy töpörtyű, egy mutatóban legalább. De fennáll az is, hogy figyelni, bizonyos határon túl nem léphetnek, és hát ha megkísérlik, rá fognak fizetni… Ha valami határt túllépnek, lesz reklám, de az nem ingyen lesz. Mi magyarok vagyunk, mi másképp szoktuk csinálni, mi tudunk gorombák is lenni, hát így gondolom foglalkozni vele.”

## Külső hivatkozások
- Jankó Attila: Politikai zarándoklatok
- Szilágyi Sándor: A Hétfői Szabadegyetem és a III/III.: Interjúk, dokumentumok (Új Mandátum, 1999)
- Köbel Szilvia: A repülő egyetem professzora. Szabó Miklós (1935–2000) portréja; Állambiztonsági Szolgálatok Történeti Levéltára, Bp., 2016